# Les Hurleurs (film)
À ne pas confondre avec l'épisode Les Hurleurs de la série X-Files : Aux frontières du réel.
Pour plus de détails, voir Fiche technique et Distribution.
Les Hurleurs (Urlatori alla sbarra) est un film italien du genre musicarello réalisé et co-écrit par Lucio Fulci et sorti en 1960,.

## Synopsis
Le film est une succession de tableaux sans récit d'une comédie musicale montrant les aventures d'une bande d'amis.

## Fiche technique
- Titre français : Les Hurleurs ou Rythmes romains[3]
- Titre original : Urlatori alla sbarra
- Réalisation : Lucio Fulci
- Scénario : Vittorio Vighi (it), Piero Vivarelli, Lucio Fulci, Giovanni Addessi
- Société de production : Era Cinématografica
- Pays de production :  Italie
- Langue de tournage : italien
- Format : Noir et blanc - Son mono - 35 mm
- Genre : Musicarello
- Durée : 82 minutes (1h22)
- Dates de sortie :
  - Italie : 13 mars 1960
  - France : 22 mai 1964[3]

## Distribution
- Joe Sentieri : Joe Il Rosso
- Adriano Celentano : Adriano
- Mina : Mina
- Elke Sommer : Giulia Giommarelli
- Chet Baker : Chet, l'American
- Mario Carotenuto : Professeur Giommarelli
- Turi Pandolfini : Le Sénateur Bucci
- Giacomo Furia : Sur. Gubellini
- Marilù Tolo : Marilù
- Umberto Bindi : Agonia
- Carlotta Barilli
- Corrado Lojacono : Corrado
- Gianni Meccia : Satan
- Nico Pepe : ?
- Enzo Garinei : ?
- Bruno Martino : ?
- Lino Banfi : ?